# Aidemona scarlata
Aidemona scarlata är en insektsart som beskrevs av Cigliano och D. Otte 2003. Aidemona scarlata ingår i släktet Aidemona och familjen gräshoppor. Inga underarter finns listade i Catalogue of Life.